# Julius Franz (astronom)
Julius Heinrich Georg Franz, född 28 juni 1847 i Rummelsburg, Hinterpommern, död 28 januari 1913 i Breslau, var en tysk astronom.
Franz blev 1874 assistent vid observatoriet i Neuchâtel, 1877 observator vid observatoriet i Königsberg samt 1897 professor och direktor för observatoriet i Breslau. Han utförde bland annat viktiga undersökningar särskilt över månen, dess form och rotation samt bildningarna på månytan. Från 1901 var han utgivare av "Mitteilungen der Koeniglichen Universitäts-Sternwarte zu Breslau".